# Државни пут 151
Државни пут IIА реда 151 је државни пут другог А реда у средишњем делу Србије, у области Шумадије. 